# Slavoňov
Slavoňov är en ort i Tjeckien. Den ligger i den nordöstra delen av landet, 130 km öster om huvudstaden Prag. Slavoňov ligger 435 meter över havet och antalet invånare är 268.
Terrängen runt Slavoňov är kuperad åt nordost, men åt sydväst är den platt. Terrängen runt Slavoňov sluttar västerut. Runt Slavoňov är det ganska tätbefolkat, med 111 invånare per kvadratkilometer. Närmaste större samhälle är Nové Město nad Metují, 3,7 km väster om Slavoňov. Omgivningarna runt Slavoňov är en mosaik av jordbruksmark och naturlig växtlighet.